# E717
La ruta europea E717 és una carretera que forma part de la Xarxa de carreteres europees. Comença a Torí (Itàlia) i finalitza a Savona (Itàlia). Té una longitud de 134 km. Té una orientació de nord-oest a sud-est.